# 万有引力定数
万有引力定数（ばんゆういんりょくていすう）あるいは（ニュートンの）重力定数（じゅうりょくていすう、英: (Newtonian) constant of gravitation）とは、重力相互作用の大きさを表す物理定数である。アイザック・ニュートンの万有引力の法則において導入された。記号は一般に G で表される。
ニュートンの万有引力理論において、それぞれ m1、m2 の質量を持つ2つの物体が、距離 r だけ離れて存在しているとき、これらの間に働く万有引力 Fg は
{\displaystyle F_{g}=G{\frac {m_{1}m_{2}}{r^{2}}}}
となる。このときの比例係数 G が万有引力定数である。SI (MKS単位系)に基づいて、質量 m1、m2 にキログラム (kg)、長さ r にメートル (m)、力 Fg にニュートン (N; kg m s−2 に等しい)を用いれば万有引力定数 G の単位は N m2 kg−2（SI基本単位のみを用いて表せば m3 kg−1 s−2） となる。
アインシュタインの一般相対性理論においては、ニュートンの重力理論に対する修正と拡張が為され、一般相対性理論の基礎方程式であるアインシュタイン方程式においても比例係数としてこの重力定数が現れる。

## 値
万有引力定数の2018年CODATA推奨値は
G = 6.67430(15)×10−11 m3 kg−1 s−2
である。括弧内の数値は表された最後の桁を単位とした数値の標準不確かさを表す。上記の定数は、質量 1 kg の2つの質点が 1 m 離れた時の引力を単位ニュートン (N) で表した値と等しく、非常に小さい値である。たとえばそれぞれの重心が互いに 1 m 離れた1トン (=1000 kg) の物体が引き合う力は約 6.7×10−5 N であり、地球上で おおよそ 6.8 mg の質量の物体に働く重力に等しい。
また、万有引力定数をディラック定数と真空中の光速で換算した量は
G/ħc = 6.70883(15)×10−39 (GeV/c2)−2
である。

## キャヴェンディッシュによる測定
万有引力定数を定めるには、互いに質量のわかっているものの間に働く万有引力を精密に測定せねばならない。万有引力定数はキャヴェンディッシュによる1798年の鉛球実験（キャヴェンディッシュの実験）に基づいて初めて計測された。これは針金で吊るした棒の両端に二つの鉛球をつけ、固定した別の鉛球との間に働く力を計測するものであった。この実験はもともと地球の密度を求めるためのものとして考案されたもので、万有引力定数が求められたことによって、既知の重力加速度と地球の半径から地球の質量そして密度がはじめて求められた。この実験で求められた万有引力定数は 6.74×10−11 m3 kg−1 s−2 であり、現在知られている上記の値と比較しても相当に高精度なものであった。

## 精度の低さ
万有引力が非常に弱い力であり、また静電遮蔽のような効果を用いて周囲の物質による影響を除去できないこともあって、万有引力定数の測定は非常に難しい。
上に示したCODATA 2018の値にも、2.2×10−5 の相対標準不確かさがあり、また以下の表に示したCODATA推奨値の仮数も小数第2位の 6.67 までしか確定しておらず、この不確かさ（誤差）は様々な重要な物理定数の中では最も大きい。
このように、仮数（小数）の精度が著しく低いため、CODATA推奨値も時代と共に以下のように変遷している。CODATA 2018推奨値とCODATA 2014推奨値との差は、3.3×10−5 もあり、基礎物理定数としては変化が極めて著しい。
|             | 推奨値 G (10−11·m3·kg−1·s−2) | 相対標準不確かさ (Standard uncertainty) |
| ----------- | ---------------------------- | --------------------------------------- |
| 1973 CODATA | 6.6720(41)                   | 6.1×10−4                                |
| 1986 CODATA | 6.672 59(85)                 | 1.3×10−4                                |
| 1998 CODATA | 6.673(10)                    | 1.5×10−3                                |
| 2002 CODATA | 6.6742(10)                   | 1.5×10−4                                |
| 2006 CODATA | 6.674 28(67)                 | 1.0×10−4                                |
| 2010 CODATA | 6.673 84(80)                 | 1.2×10−4                                |
| 2014 CODATA | 6.674 08(31)                 | 4.7×10−5                                |
| 2018 CODATA | 6.674 30(15)                 | 2.2×10−5                                |

また、NISTにおいては以下の値が推奨されている。
| 年   | G (10−11·m3⋅kg−1⋅s−2) | 相対標準 不確かさ | 出典   |
| ---- | --------------------- | ----------------- | ------ |
| 1969 | 6.6732(31)            | 4.6×10−4          | [ 9 ]  |
| 1973 | 6.6720(49)            | 7.3×10−4          | [ 10 ] |
| 1986 | 6.674 49(81)          | 1.2×10−4          | [ 11 ] |
| 1998 | 6.673(10)             | 1.5×10−3          | [ 12 ] |
| 2002 | 6.6742(10)            | 1.5×10−4          | [ 13 ] |
| 2006 | 6.674 28(67)          | 1.0×10−4          | [ 14 ] |
| 2010 | 6.673 84(80)          | 1.2×10−4          | [ 15 ] |
| 2014 | 6.674 08(31)          | 4.6×10−5          | [ 16 ] |
| 2018 | 6.674 30(15)          | 2.2×10−5          | [ 17 ] |

万有引力定数の精度が4桁程度しかない（小数点以下が2位までしか確定していない）ことは、連星パルサーの質量の測定精度などにも影響する。また、ミリメートル以下の範囲 (μm, nm クラスなど)でニュートンの万有引力が精度良く確かめられていないことから、小さなスケールでは重力理論の変更を考慮する余地が残されていて、近年、小さなスケールで余剰次元を持つ5次元膜宇宙モデル（ブレーンワールドモデル）が盛んに研究されている。

### その他の値
国際測地学協会では1999年に万有引力定数の値として G = 6.67259(30)×10−11 m3 s−2 kg−1 を用いることを定めている。アメリカ航空宇宙局 (NASA)もこの値を採用している。
2007年には原子干渉計を用いた測定値として、G = 6.693(21)×10−11 m3 s−2 kg−1 というそれまでの測定結果とは著しく異なった値がサイエンスに報告された。

## 天体の質量との積
万有引力定数の測定精度が低いのに対し、G に太陽質量 MS を乗じた日心重力定数や、地球質量 ME を乗じた地心重力定数は精度よく計測されている。 これらの値は各々、
GMS = 1.32712442099(100)×1020 m3 s−2
GME = 3.986004418(8)×1014 m3 s−2
である。
従って、地球質量の精度は万有引力定数の測定精度に依存し、CODATA 2006による地球質量は ME = 5.9722(6)×1024 kg と計算され、国際測地学協会の協定値では ME = 5.9737(3)×1024 kg と計算される。NASAでは ME = 5.9736×1024 kg としている。

## 一般相対性理論とアインシュタインの重力定数
アルベルト・アインシュタインの一般相対性理論においては、重力場を記述するアインシュタイン方程式の中に万有引力定数 G が現れる。アインシュタイン方程式は
{\displaystyle G_{\mu \nu }+\Lambda g_{\mu \nu }={\frac {8\pi G}{c^{4}}}T_{\mu \nu }}
と表される。左辺の Gμν は時空の曲率を表したアインシュタイン・テンソルと呼ばれるテンソルであり、Λ は「宇宙定数」と呼ばれる定数で、gμν は時空の計量テンソルと呼ばれるテンソルである。また、右辺の Tμν は物質分布を示すエネルギー・運動量テンソルであり、右辺の係数をまとめた κ = 8πG/c4 は、アインシュタインの重力定数と呼ばれることもある。
なお、左辺の Gμν は、リッチテンソル Rμν とスカラー曲率 R 及び時空の計量テンソル gμν を用いると Gμν = Rμν − 1/2Rgμν とも表わされる。